# دزرت ایر (واشینگتن)
دزرت ایر (به انگلیسی: Desert Aire) یک منطقهٔ مسکونی در ایالات متحده آمریکا است که در شهرستان گرنت، واشینگتن واقع شده‌است. دزرت ایر ۱۵٫۸ کیلومتر مربع مساحت و ۱٬۶۲۶ نفر جمعیت دارد و ۱۷۳ متر بالاتر از سطح دریا واقع شده‌است.